# Canísio Klaus
Dom Canísio Klaus (Arroio do Meio, 9 de outubro de 1951) é um bispo católico brasileiro, Bispo de Sinop.

## Biografia
Filho de Arthur e Hilda Klaus, sendo o sexto de sete irmãos. Dom Canísio cursou o ensino fundamental no Seminário Menor Sagrado Coração de Jesus na cidade de Arroio do Meio, de 1960 a 1969, posteriormente o ensino médio no Seminário São João Batista, em Santa Cruz do Sul, de 1970 a 1972. Em 1973 ingressou no Seminário Maior Nossa Senhora da Conceição, em Viamão, inicialmente na faculdade de Filosofia que concluiu em 1976.
De 1976 a 1979 cursou a faculdade de Teologia no Seminário Maior de Viamão. Aos 28 de dezembro de 1979 foi ordenado sacerdote em sua cidade natal por Dom Alberto Etges. Em 1980 fez um curso de Pastoral Social junto a Cáritas em Porto Alegre.
Durante seu sacerdócio exerceu as seguintes funções: pároco em diversas paróquias da Diocese de Santa Cruz do Sul; diretor espiritual e reitor do Seminário de Arroio do Meio; coordenador diocesano de pastoral; membro do conselho presbiteral e do colégio de consultores; por dez anos foi missionário no Mato Grosso na Diocese de Sinop onde foi pároco da paróquia Nossa Senhora do Rosário na cidade de Guarantã do Norte.
No dia 22 de abril de 1998 o Papa João Paulo II o nomeou Bispo Coadjutor da Diocese de Diamantino, no dia 21 de junho do mesmo ano recebeu a ordenação episcopal de Dom Sinésio Bonh e no dia 26 de agosto de 1998 tornou-se bispo titular da Diocese de Diamantino.
Durante seu episcopado foi coordenador no regional Oeste 2 da CNBB da Comissão para a Vida e a Família. De 2003 a 2006 foi presidente do regional Oeste 2 e membro do Conselho Permanente de Pastoral da CNBB.
No dia 19 de maio de 2010 o Papa Bento XVI o nomeou para bispo da Diocese de Santa Cruz do Sul, e aos 18 de julho tomou posse solenemente da Cátedra de Santa Cruz do Sul.
Durante a 49ª Assembleia dos Bispos do Brasil em Aparecida do Norte, no dia 10 de maio de 2011, foi eleito vice-presidente do Regional Sul-3 da CNBB. No mesmo ano foi escolhido como bispo referencial da Pastoral da Saúde no regional Sul-3 da CNBB.
No dia 20 de janeiro de 2016 o Papa Francisco o nomeou para bispo da Diocese de Sinop.